# فراتس الثالث
فراتس الثالث كان ملك الإمبراطورية الفرثية حكم من 69 قبل الميلاد. حتى 57 قبل الميلاد، وهو ابنسيناتروسيس وخليفته (حكم من 75 حتى 69 قبل الميلاد).